# 오동초등학교 (강원)
오동초등학교는 대한민국 강원특별자치도 춘천시에 있는 초등학교다.

## 학교 연혁
- 1949년 4월 1일 : 천전국민학교 산천분교장 설립
- 1955년 7월 11일 : 오동국민학교 승격 개교